# Ciprusi labdarúgó-válogatott
A ciprusi labdarúgó-válogatott Ciprus nemzeti csapata, amelyet a ciprusi labdarúgó-szövetség (Görögül: Κυπριακή Ομοσπονδία Ποδοσφαίρου, magyar átírásban: Kipriakí Omoszpondía Podoszféru) irányít. Még nem szerepelt egyetlen Európa, illetve világbajnokságon sem.

## A válogatott története
A ciprusi labdarúgás az 1930-as években indult fejlődésnek, elsősorban annak köszönhetően, hogy az ország brit gyarmat volt. Az első nem hivatalos mérkőzésüket 1949. július 23-án játszották Izrael ellen Tel-Avivban, ami 3–3-s döntetlennel végződött. Az első hivatalos mérkőzésükre csak a brit gyarmati uralom után került sor 1960. november 13-án, szintén Izrael ellen.
Első győzelmüket 1963 november 27-én szerezték, ekkor Görögországot verték 3–1-re egy barátságos mérkőzésen. Az első tétmérkőzésüket 1968. február 17-én nyerték meg egy Svájc elleni Európa-bajnoki selejtezőn. 1974-ben történetük egyik emlékezetes győzelmét aratták Nicosiában Észak-Írország (1–0) ellen. Az 1984-es Európa-bajnokság selejtezőiben a világbajnoki címvédő Olaszország ellen 1–1-s döntetlent értek el. Az 1988-as Európa-bajnokság selejtezőiben Lengyelország ellen idegenben megszerezték első idegenbeli pontjukat tétmérkőzésen. Az 1990-es világbajnokság selejtezőiben Franciaországgal játszottak 1–1-s döntetlent. A jelentős hazai eredmények ellenére Ciprusnak az első idegenbeli sikerére csak 1992-ben került sor, ekkor Feröert győzték le 2–0-ra.
Az 1996-os Eb-selejtezőkön 1–1-et játszottak a címvédő Dániával. Négy évvel később csak egy ponttal maradtak le a pótselejtezőt érő második helyről. Izraelt és Spanyolországot egyaránt 3–2-re verték a 2000-es Eb-selejtezőiben.
2000. november 15-én a 2002-es világbajnokság selejtezőiben történetük első legnagyobb arányú győzelmét érték el az Andorra elleni 5–0 alkalmával. 2006. október 7-én a 2008-as Európa-bajnokság selejtezőiben Írországot győzték le 5–2-re. Egy hónappal később újabb jó eredményt értek el, ezúttal Németországgal játszottak 1–1-s döntetlent. 2007. október 13-án Walest győzték le 3–1 hazai pályán. Négy nappal később a ciprusiak közel álltak a történelmi 1–0-s sikerhez Dublinban, de az íreknek sikerült az utolsó percben egyenlíteni. 2010. szeptember 3-án a 2012-es Európa-bajnokság selejtezőiben Portugália ellen 4–4-s döntetlent játszottak Guimarãesben.
A 2016-os Európa-bajnokság selejtezőinek B csoportjában az utolsó fordulóban Bosznia-Hercegovina ellen a pótselejtezős helyért játszottak. A odavágón, Zenicában Ciprus 2–1-re győzött, de ezúttal a bosnyákok nyertek 3–2-re és így ők végeztek a pótselejtezőt érő harmadik helyen.

## Nemzetközi eredmények

### Világbajnokság
| Világbajnokság | Világbajnokság | Világbajnokság | Világbajnokság | Világbajnokság | Világbajnokság | Világbajnokság | Világbajnokság | Világbajnokság | Világbajnokság | Selejtezők | Selejtezők | Selejtezők | Selejtezők | Selejtezők | Selejtezők | Selejtezők |
| Év             | Eredmény       | H.             | M              | Gy             | D              | V              | G+             | G–             | Keret          | H.         | M          | Gy         | D          | V          | G+         | G–         |
| -------------- | -------------- | -------------- | -------------- | -------------- | -------------- | -------------- | -------------- | -------------- | -------------- | ---------- | ---------- | ---------- | ---------- | ---------- | ---------- | ---------- |
| 1930           | nem indult     | nem indult     | nem indult     | nem indult     | nem indult     | nem indult     | nem indult     | nem indult     | nem indult     | nem indult | nem indult | nem indult | nem indult | nem indult | nem indult | nem indult |
| 1934           | nem indult     | nem indult     | nem indult     | nem indult     | nem indult     | nem indult     | nem indult     | nem indult     | nem indult     | nem indult | nem indult | nem indult | nem indult | nem indult | nem indult | nem indult |
| 1938           | nem indult     | nem indult     | nem indult     | nem indult     | nem indult     | nem indult     | nem indult     | nem indult     | nem indult     | nem indult | nem indult | nem indult | nem indult | nem indult | nem indult | nem indult |
| 1950           | nem indult     | nem indult     | nem indult     | nem indult     | nem indult     | nem indult     | nem indult     | nem indult     | nem indult     | nem indult | nem indult | nem indult | nem indult | nem indult | nem indult | nem indult |
| 1954           | nem indult     | nem indult     | nem indult     | nem indult     | nem indult     | nem indult     | nem indult     | nem indult     | nem indult     | nem indult | nem indult | nem indult | nem indult | nem indult | nem indult | nem indult |
| 1958           | nem indult     | nem indult     | nem indult     | nem indult     | nem indult     | nem indult     | nem indult     | nem indult     | nem indult     | nem indult | nem indult | nem indult | nem indult | nem indult | nem indult | nem indult |
| 1962           | nem jutott ki  | nem jutott ki  | nem jutott ki  | nem jutott ki  | nem jutott ki  | nem jutott ki  | nem jutott ki  | nem jutott ki  | nem jutott ki  | 5.         | 2          | 0          | 1          | 1          | 2          | 7          |
| 1966           | nem jutott ki  | nem jutott ki  | nem jutott ki  | nem jutott ki  | nem jutott ki  | nem jutott ki  | nem jutott ki  | nem jutott ki  | nem jutott ki  | 3.         | 4          | 0          | 0          | 4          | 0          | 19         |
| 1970           | nem jutott ki  | nem jutott ki  | nem jutott ki  | nem jutott ki  | nem jutott ki  | nem jutott ki  | nem jutott ki  | nem jutott ki  | nem jutott ki  | 4.         | 6          | 0          | 0          | 6          | 2          | 35         |
| 1974           | nem jutott ki  | nem jutott ki  | nem jutott ki  | nem jutott ki  | nem jutott ki  | nem jutott ki  | nem jutott ki  | nem jutott ki  | nem jutott ki  | 4.         | 6          | 1          | 0          | 5          | 1          | 14         |
| 1978           | nem jutott ki  | nem jutott ki  | nem jutott ki  | nem jutott ki  | nem jutott ki  | nem jutott ki  | nem jutott ki  | nem jutott ki  | nem jutott ki  | 4.         | 6          | 0          | 0          | 6          | 3          | 24         |
| 1982           | nem jutott ki  | nem jutott ki  | nem jutott ki  | nem jutott ki  | nem jutott ki  | nem jutott ki  | nem jutott ki  | nem jutott ki  | nem jutott ki  | 5.         | 8          | 0          | 0          | 8          | 4          | 29         |
| 1986           | nem jutott ki  | nem jutott ki  | nem jutott ki  | nem jutott ki  | nem jutott ki  | nem jutott ki  | nem jutott ki  | nem jutott ki  | nem jutott ki  | 4.         | 6          | 0          | 0          | 6          | 3          | 18         |
| 1990           | nem jutott ki  | nem jutott ki  | nem jutott ki  | nem jutott ki  | nem jutott ki  | nem jutott ki  | nem jutott ki  | nem jutott ki  | nem jutott ki  | 5.         | 8          | 0          | 1          | 7          | 6          | 20         |
| 1994           | nem jutott ki  | nem jutott ki  | nem jutott ki  | nem jutott ki  | nem jutott ki  | nem jutott ki  | nem jutott ki  | nem jutott ki  | nem jutott ki  | 5.         | 10         | 2          | 1          | 7          | 8          | 18         |
| 1998           | nem jutott ki  | nem jutott ki  | nem jutott ki  | nem jutott ki  | nem jutott ki  | nem jutott ki  | nem jutott ki  | nem jutott ki  | nem jutott ki  | 4.         | 8          | 3          | 1          | 4          | 10         | 15         |
| 2002           | nem jutott ki  | nem jutott ki  | nem jutott ki  | nem jutott ki  | nem jutott ki  | nem jutott ki  | nem jutott ki  | nem jutott ki  | nem jutott ki  | 5.         | 10         | 2          | 2          | 6          | 13         | 31         |
| 2006           | nem jutott ki  | nem jutott ki  | nem jutott ki  | nem jutott ki  | nem jutott ki  | nem jutott ki  | nem jutott ki  | nem jutott ki  | nem jutott ki  | 5.         | 10         | 1          | 1          | 8          | 8          | 20         |
| 2010           | nem jutott ki  | nem jutott ki  | nem jutott ki  | nem jutott ki  | nem jutott ki  | nem jutott ki  | nem jutott ki  | nem jutott ki  | nem jutott ki  | 4.         | 10         | 2          | 3          | 5          | 14         | 16         |
| 2014           | nem jutott ki  | nem jutott ki  | nem jutott ki  | nem jutott ki  | nem jutott ki  | nem jutott ki  | nem jutott ki  | nem jutott ki  | nem jutott ki  | 6.         | 10         | 1          | 2          | 7          | 4          | 15         |
| 2018           | nem jutott ki  | nem jutott ki  | nem jutott ki  | nem jutott ki  | nem jutott ki  | nem jutott ki  | nem jutott ki  | nem jutott ki  | nem jutott ki  | 5.         | 10         | 3          | 1          | 6          | 9          | 18         |
| 2022           | nem jutott ki  | nem jutott ki  | nem jutott ki  | nem jutott ki  | nem jutott ki  | nem jutott ki  | nem jutott ki  | nem jutott ki  | nem jutott ki  | 5.         | 10         | 1          | 2          | 7          | 4          | 21         |
| 2026           | később         | később         | később         | később         | később         | később         | később         | később         | később         | később     | később     | később     | később     | később     | később     | később     |
| Összesen       |                | 0/22           | –              | –              | –              | –              | –              | –              | –              | Összesen   | 124        | 16         | 15         | 93         | 91         | 320        |

### Európa-bajnokság
| Európa-bajnokság | Európa-bajnokság | Európa-bajnokság | Európa-bajnokság | Európa-bajnokság | Európa-bajnokság | Európa-bajnokság | Európa-bajnokság | Európa-bajnokság | Európa-bajnokság | Selejtezők | Selejtezők | Selejtezők | Selejtezők | Selejtezők | Selejtezők | Selejtezők |
| Év               | Eredmény         | H.               | M                | Gy               | D                | V                | G+               | G–               | Keret            | H.         | M          | Gy         | D          | V          | G+         | G–         |
| ---------------- | ---------------- | ---------------- | ---------------- | ---------------- | ---------------- | ---------------- | ---------------- | ---------------- | ---------------- | ---------- | ---------- | ---------- | ---------- | ---------- | ---------- | ---------- |
| 1960             | nem indult       | nem indult       | nem indult       | nem indult       | nem indult       | nem indult       | nem indult       | nem indult       | nem indult       | nem indult | nem indult | nem indult | nem indult | nem indult | nem indult | nem indult |
| 1964             | nem indult       | nem indult       | nem indult       | nem indult       | nem indult       | nem indult       | nem indult       | nem indult       | nem indult       | nem indult | nem indult | nem indult | nem indult | nem indult | nem indult | nem indult |
| 1968             | nem jutott ki    | nem jutott ki    | nem jutott ki    | nem jutott ki    | nem jutott ki    | nem jutott ki    | nem jutott ki    | nem jutott ki    | nem jutott ki    | 4.         | 6          | 1          | 0          | 5          | 3          | 25         |
| 1972             | nem jutott ki    | nem jutott ki    | nem jutott ki    | nem jutott ki    | nem jutott ki    | nem jutott ki    | nem jutott ki    | nem jutott ki    | nem jutott ki    | 4.         | 6          | 0          | 0          | 6          | 2          | 26         |
| 1976             | nem jutott ki    | nem jutott ki    | nem jutott ki    | nem jutott ki    | nem jutott ki    | nem jutott ki    | nem jutott ki    | nem jutott ki    | nem jutott ki    | 4.         | 6          | 0          | 0          | 6          | 0          | 16         |
| 1980             | nem jutott ki    | nem jutott ki    | nem jutott ki    | nem jutott ki    | nem jutott ki    | nem jutott ki    | nem jutott ki    | nem jutott ki    | nem jutott ki    | 4.         | 6          | 0          | 1          | 5          | 2          | 19         |
| 1984             | nem jutott ki    | nem jutott ki    | nem jutott ki    | nem jutott ki    | nem jutott ki    | nem jutott ki    | nem jutott ki    | nem jutott ki    | nem jutott ki    | 5.         | 8          | 0          | 2          | 6          | 4          | 21         |
| 1988             | nem jutott ki    | nem jutott ki    | nem jutott ki    | nem jutott ki    | nem jutott ki    | nem jutott ki    | nem jutott ki    | nem jutott ki    | nem jutott ki    | 5.         | 8          | 0          | 1          | 7          | 3          | 16         |
| 1992             | nem jutott ki    | nem jutott ki    | nem jutott ki    | nem jutott ki    | nem jutott ki    | nem jutott ki    | nem jutott ki    | nem jutott ki    | nem jutott ki    | 5.         | 8          | 0          | 0          | 8          | 2          | 25         |
| 1996             | nem jutott ki    | nem jutott ki    | nem jutott ki    | nem jutott ki    | nem jutott ki    | nem jutott ki    | nem jutott ki    | nem jutott ki    | nem jutott ki    | 5.         | 10         | 1          | 4          | 5          | 6          | 20         |
| 2000             | nem jutott ki    | nem jutott ki    | nem jutott ki    | nem jutott ki    | nem jutott ki    | nem jutott ki    | nem jutott ki    | nem jutott ki    | nem jutott ki    | 4.         | 8          | 4          | 0          | 4          | 12         | 21         |
| 2004             | nem jutott ki    | nem jutott ki    | nem jutott ki    | nem jutott ki    | nem jutott ki    | nem jutott ki    | nem jutott ki    | nem jutott ki    | nem jutott ki    | 4.         | 8          | 2          | 2          | 4          | 9          | 18         |
| 2008             | nem jutott ki    | nem jutott ki    | nem jutott ki    | nem jutott ki    | nem jutott ki    | nem jutott ki    | nem jutott ki    | nem jutott ki    | nem jutott ki    | 6.         | 12         | 4          | 2          | 6          | 17         | 24         |
| 2012             | nem jutott ki    | nem jutott ki    | nem jutott ki    | nem jutott ki    | nem jutott ki    | nem jutott ki    | nem jutott ki    | nem jutott ki    | nem jutott ki    | 5.         | 8          | 0          | 2          | 6          | 7          | 20         |
| 2016             | nem jutott ki    | nem jutott ki    | nem jutott ki    | nem jutott ki    | nem jutott ki    | nem jutott ki    | nem jutott ki    | nem jutott ki    | nem jutott ki    | 5.         | 10         | 4          | 0          | 6          | 16         | 17         |
| 2020             | nem jutott ki    | nem jutott ki    | nem jutott ki    | nem jutott ki    | nem jutott ki    | nem jutott ki    | nem jutott ki    | nem jutott ki    | nem jutott ki    | 4.         | 10         | 3          | 1          | 6          | 13         | 17         |
| 2024             | nem jutott ki    | nem jutott ki    | nem jutott ki    | nem jutott ki    | nem jutott ki    | nem jutott ki    | nem jutott ki    | nem jutott ki    | nem jutott ki    | 5.         | 8          | 0          | 0          | 8          | 3          | 28         |
| Összesen         |                  | 0/17             | –                | –                | –                | –                | –                | –                | –                | Összesen   | 122        | 19         | 15         | 88         | 99         | 313        |

### UEFA Nemzetek Ligája
| Csoportkör | Csoportkör | Csoportkör | Csoportkör | Csoportkör  | Csoportkör  | Csoportkör  | Csoportkör  | Csoportkör  | Csoportkör  | Csoportkör         | Csoportkör | Egyenes kieséses szakasz | Egyenes kieséses szakasz | Egyenes kieséses szakasz | Egyenes kieséses szakasz | Egyenes kieséses szakasz | Egyenes kieséses szakasz | Egyenes kieséses szakasz | Egyenes kieséses szakasz | Egyenes kieséses szakasz |
| Szezon     | Liga       | Csoport    | H          | M           | Gy          | D           | V           | G+          | G–          | Feljutás/kiesés    | Helyezés   | Év                       | Eredmény                 | M                        | Gy                       | D                        | V                        | G+                       | G–                       | Keret                    |
| ---------- | ---------- | ---------- | ---------- | ----------- | ----------- | ----------- | ----------- | ----------- | ----------- | ------------------ | ---------- | ------------------------ | ------------------------ | ------------------------ | ------------------------ | ------------------------ | ------------------------ | ------------------------ | ------------------------ | ------------------------ |
| 2018–19    | C          | 3.         | 3.         | 6           | 1           | 2           | 3           | 5           | 9           | (formátumváltozás) | 36.        | 2019                     | nem jutott be            | nem jutott be            | nem jutott be            | nem jutott be            | nem jutott be            | nem jutott be            | nem jutott be            | nem jutott be            |
| 2020–21    | C          | 1.         | 4.         | 8           | 2           | 2           | 4           | 4           | 10          | Állandó            | 46.        | 2021                     | nem jutott be            | nem jutott be            | nem jutott be            | nem jutott be            | nem jutott be            | nem jutott be            | nem jutott be            | nem jutott be            |
| 2022–23    | C          | 2.         | 4.         | osztályozós | osztályozós | osztályozós | osztályozós | osztályozós | osztályozós | Állandó            |            | 2023                     | nem jutott be            | nem jutott be            | nem jutott be            | nem jutott be            | nem jutott be            | nem jutott be            | nem jutott be            | nem jutott be            |
| 2024–25    |            |            |            |             |             |             |             |             |             |                    |            | 2025                     | nem jutott be            | nem jutott be            | nem jutott be            | nem jutott be            | nem jutott be            | nem jutott be            | nem jutott be            | nem jutott be            |
| Összesen   | Összesen   | Összesen   | Összesen   | 14          | 3           | 4           | 7           | 9           | 19          |                    |            |                          | 0/4                      | –                        | –                        | –                        | –                        | –                        | –                        |                          |

### Nemzetek elleni mérleg

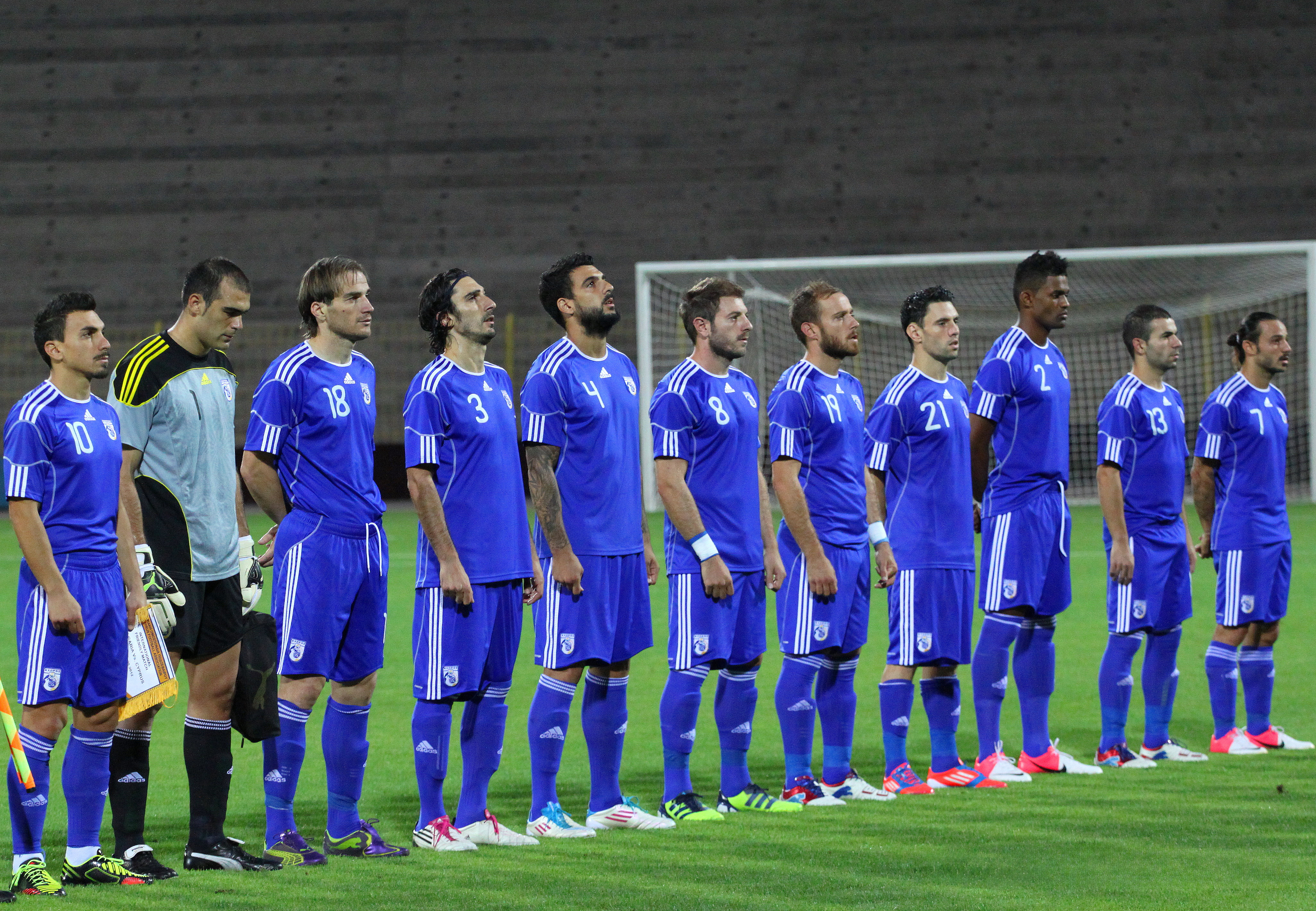
A ciprusi válogatott Bulgáriában, 2012-ben.

A következő tábla a ciprusi labdarúgó-válogatott, különböző nemzetek elleni mérlegét mutatja. Az adatok 2016. november 13-i állapotoknak felelnek meg.
| Ellenfél            | M  | Gy | D | V  |
| ------------------- | -- | -- | - | -- |
| Albánia             | 6  | 2  | 2 | 2  |
| Andorra             | 5  | 5  | 0 | 0  |
| Örményország        | 5  | 4  | 1 | 0  |
| Ausztria            | 7  | 0  | 1 | 6  |
| Fehéroroszország    | 2  | 1  | 0 | 1  |
| Belgium             | 10 | 0  | 1 | 9  |
| Bosznia-Hercegovina | 3  | 1  | 0 | 2  |
| Bulgária            | 12 | 1  | 0 | 11 |
| Kanada              | 2  | 0  | 1 | 1  |
| Horvátország        | 1  | 0  | 0 | 1  |
| Csehország          | 3  | 0  | 0 | 3  |
| Csehszlovákia       | 6  | 0  | 2 | 4  |
| Dánia               | 6  | 0  | 1 | 5  |
| Anglia              | 2  | 0  | 0 | 2  |
| Észtország          | 6  | 3  | 2 | 1  |
| Feröer              | 4  | 3  | 1 | 0  |
| Finnország          | 4  | 1  | 1 | 2  |
| Franciaország       | 8  | 0  | 1 | 7  |
| Grúzia              | 5  | 3  | 1 | 1  |
| Németország         | 6  | 0  | 1 | 5  |
| Gibraltár           | 1  | 1  | 0 | 0  |
| Görögország         | 25 | 3  | 6 | 16 |
| Magyarország        | 7  | 1  | 0 | 6  |
| Izland              | 7  | 1  | 3 | 3  |
| Irán                | 1  | 0  | 1 | 0  |
| Irak                | 1  | 1  | 0 | 0  |
| Izrael              | 15 | 3  | 3 | 9  |
| Olaszország         | 8  | 0  | 1 | 7  |
| Japán               | 1  | 0  | 0 | 1  |
| Jordánia            | 4  | 1  | 2 | 1  |
| Kazahsztán          | 1  | 1  | 0 | 0  |
| Kuvait              | 1  | 0  | 1 | 0  |
| Lettország          | 2  | 2  | 0 | 0  |
| Libanon             | 1  | 0  | 0 | 1  |
| Litvánia            | 3  | 2  | 0 | 1  |
| Luxemburg           | 3  | 3  | 0 | 0  |
| Észak-Macedónia     | 2  | 0  | 1 | 1  |
| Málta               | 6  | 3  | 2 | 1  |
| Moldova             | 1  | 1  | 0 | 0  |
| Montenegró          | 2  | 0  | 2 | 0  |
| Hollandia           | 8  | 0  | 0 | 8  |
| Észak-Írország      | 6  | 1  | 2 | 3  |
| Norvégia            | 9  | 0  | 0 | 9  |
| Lengyelország       | 7  | 0  | 3 | 4  |
| Portugália          | 10 | 0  | 1 | 9  |
| Írország            | 10 | 1  | 1 | 8  |
| Románia             | 13 | 1  | 3 | 9  |
| Oroszország         | 3  | 0  | 1 | 2  |
| San Marino          | 4  | 4  | 0 | 0  |
| Szaúd-Arábia        | 1  | 0  | 1 | 0  |
| Skócia              | 5  | 0  | 0 | 5  |
| Szerbia             | 4  | 0  | 1 | 3  |
| Szlovákia           | 4  | 1  | 0 | 3  |
| Szlovénia           | 8  | 1  | 2 | 5  |
| Szovjetunió         | 4  | 0  | 0 | 4  |
| Spanyolország       | 8  | 1  | 0 | 7  |
| Svédország          | 6  | 0  | 1 | 5  |
| Svájc               | 8  | 1  | 2 | 5  |
| Szíria              | 1  | 1  | 0 | 0  |
| Ukrajna             | 3  | 1  | 1 | 1  |
| Wales               | 7  | 2  | 0 | 5  |
| Jugoszlávia         | 4  | 0  | 0 | 4  |

## Válogatottsági rekordok
Az adatok 2016. november 13. állapotoknak felelnek meg.
- A még aktív játékosok (Félkövérrel) vannak megjelölve.

| # | Játékos                      | Időszak   | Vál. | Gól |
| - | ---------------------------- | --------- | ---- | --- |
| 1 | Joánisz Okász                | 1997–2011 | 106  | 27  |
| 2 | Mihálisz Konsztantínu        | 1998–2012 | 86   | 32  |
| 3 | Konsztantínosz Haralambídisz | 2003–     | 87   | 12  |
| 4 | Pámbosz Pítasz               | 1987–1999 | 82   | 7   |
| 5 | Konsztantínosz Makrídisz     | 2004–2016 | 77   | 5   |

| # | Játékos                      | Időszak   | Gól | Vál. |
| - | ---------------------------- | --------- | --- | ---- |
| 1 | Mihálisz Konsztantínu        | 1998–2012 | 86  | 32   |
| 2 | Joánisz Okász                | 1997–2011 | 106 | 27   |
| 3 | Konsztantínosz Haralambídisz | 2003–     | 87  | 12   |
| 4 | Efsztáthiosz Aloneftisz      | 2005–2016 | 62  | 10   |
| 4 | Máriosz Agathokleusz         | 1994–2003 | 38  | 10   |